# Kimon Georgiew

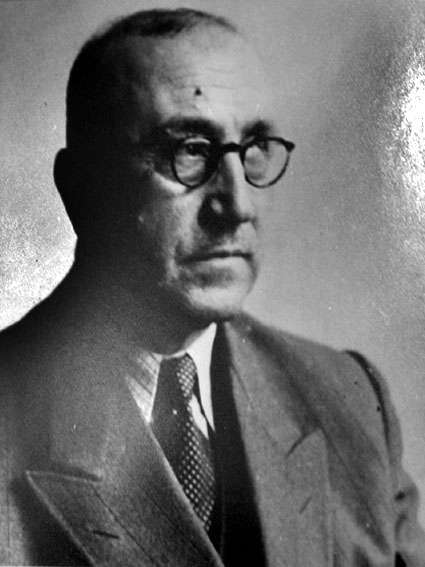
Kimon Georgiew

Kimon Stojanow Georgiew (bulgarisch Кимон Стоянов Георгиев, englisch Kimon Stoyanov Georgiev; * 11. August 1882 in Pasardschik; † 28. September 1969 in Sofia) war ein bulgarischer Offizier, Politiker und Staatsmann. Er war der letzte Ministerpräsident des Zarentum Bulgariens.

## Biographie

### Militärische Laufbahn, Putschist
Nach dem Schulbesuch absolvierte er eine Ausbildung zum Offizier der bulgarischen Armee. Während der Balkankriege 1912/13 stieg er zum Hauptmann und Chef einer Kompanie auf. Im Ersten Weltkrieg wurde er zum Major und Kommandeur eines Bataillons befördert. 1920 erfolgte seine Beförderung zum Oberstleutnant.
Beim Staatsstreich vom 9. Juni 1923, in dem der bisherige Ministerpräsident Alexandar Stambolijski durch Alexander Zankow gestürzt wurde und später ums Leben kam, nahm Georgiew eine maßgebliche Rolle ein. Vom 4. Januar 1926 bis zum 3. März 1926 war er Verkehrsminister in der Regierung von Andrei Ljaptschew.
1930 wurde er Mitglied der rechts-autoritären, überwiegend aus Offizieren bestehenden Organisation „Sweno“ („Kettenglied“), die nach einem autoritär regierten – an das System des Korporatismus orientierten – Staat strebte.

### Ministerpräsident von 1934 bis 1935
Im Mai 1934 war er neben Oberst Damjan Weltschew Anführer eines weiteren Staatsstreichs gegen die Regierung von Nikola Muschanow. Obwohl Weltschew der einflussreichere Führer der „Sweno“ und der beteiligten militärischen Liga war, überließ er Georgiew das Amt des Ministerpräsidenten. Diese Position hatte Georgiew dann vom 19. Mai 1934 bis zum 22. Januar 1935 inne. 1934 übernahm er zeitweise auch das Amt des Außenministers.
Während dieser Zeit setzte er die Interessen der „Sweno“ bezüglich eines autoritären Staates, des Verbotes von politischen Parteien sowie der Einteilung der Bevölkerung in Berufsgruppen (Korporationen) um, was dazu führte, dass das Land, das sich nach dem Septemberaufstand von 1923 in Anomie befand, zu Stabilität und politischer Beruhigung fand. Weiterhin nahm er Beziehungen zur Sowjetunion auf. Ferner strebte seine Regierung nach einer neuen Verfassung, die eine drastische Reduzierung der Macht von Zar Boris III. vorsah. Georgiew selbst strebte nach der Ablösung des Zarenreichs durch eine Republik. Am 22. Januar 1935 trat Zar Boris III. diesen Bestrebungen entgegen, indem er Georgiew entließ und stattdessen General Petar Iwanow Slatew zum Ministerpräsidenten ernannte. Georgiew, Welschew und andere Vertreter der „Sweno“ kamen einer drohenden Verhaftung durch eine Flucht ins Ausland zuvor. Obwohl ein Gericht sie in Abwesenheit zum Tode verurteilte, kehrte Georgiew bereits wenige Zeit später nach Bulgarien zurück. Zar Boris III., der ein Gegner der Todesstrafe war, sprach sich gegen die Vollstreckung des Urteils aus und ordnete eine Umwandlung der Strafe in lebenslange Haft an, aus der Georgiew dann einige Jahre später entlassen wurde.

### Zweiter Weltkrieg und Ministerpräsident von 1944 bis 1946
Während des Zweiten Weltkriegs stand Bulgarien unter der Regierung von Bogdan Filow auf Seiten der Achsenmächte Deutschland, Italien und Japan. Georgiew selbst wurde zum Oberst und Kommandeur eines Regiments ernannt. Bald darauf trat er in die Widerstandsbewegung der Vaterländischen Front ein, zu der auch Funktionäre der Bulgarischen Kommunistischen Partei (BKP) (Balgarska Komunisticeska Partija) gehörten. Nach dem Einmarsch der Roten Armee in Bulgarien im September 1944 war er einer der Anführer des Staatsstreichs der Vaterländischen Front, die am 9. September 1944 zum Sturz der Übergangsregierung von Konstantin Murawiew führte.
Georgiew wurde als Nachfolger Murawiews am 9. September 1944 selbst Ministerpräsident. Als solcher reiste er kurze Zeit darauf nach Moskau und unterzeichnete ein Waffenstillstandsabkommen.

### Volksrepublik Bulgarien
Nach der Gründung der Volksrepublik Bulgarien am 15. September 1946 blieb er noch einige Zeit Ministerpräsident. Der zunehmende Einfluss der BKP führte jedoch am 23. November 1946 dazu, dass der amtierende Präsident, Wassil Kolarow, ihn entließ und stattdessen den aus dem Exil in Moskau zurückgekehrten Georgi Dimitrow zum Ministerpräsidenten ernannte.
Dimitrow berief ihn jedoch zum Stellvertretenden Ministerpräsidenten in sein Kabinett. Dieses Amt übte er bis 17. März 1962 aus und war damit das einzige parteilose Regierungsmitglied.
Zugleich war er bis zum 11. Dezember 1947 auch Außenminister. Anschließend wurde er zum Minister für Entwicklung und öffentlichen Verkehr in das Kabinett Kolarow ernannt. Dieses Amt behielt er auch in der nachfolgenden Regierung Tscherwenkow bis zum 5. Februar 1951. Vom 5. Februar 1951 bis zum 16. März 1959 war er in der Regierung von Anton Jugow Entwicklungsminister. Von März bis November 1959 hatte er den Vorsitz des Komitees für Bauausführung und Architektur.
Von 1962 bis zu seinem Tod war er Mitglied des Präsidiums der Nationalversammlung.

## Auszeichnungen
Georgiew wurde für seine politische Tätigkeit in der Volksrepublik Bulgarien drei Mal der Orden „Georgi Dimitrow“ sowie der Orden „Held der Sozialistischen Arbeit“ verliehen.